# 船津ゆうこ
船津 裕子（ふなつ ゆうこ）は、日本のフリーアナウンサー、元RCCラジオのキャスタードライバー。番組によっては船津 ゆうこの名で出演することもあった。活動当時はウェルストンプロモーションに所属していた。

## 出演
脚注の無いデータは、ウェルストンプロモーション公式サイトに掲載されていたプロフィールからの参考。

### テレビ番組
- どっこい！神田の日めくりテレビ（テレビ新広島）
- 尾道春夏秋冬（中国放送）
- ひろしまスポーツ天国（中国放送）
- ひろしまVOICE（広島ホームテレビ）
- RCCときめきストリート（中国放送）

### ラジオ番組
- マツダミュージックドライブ（RCCラジオ）
- 週末情報局 みたり聴いたりコータリン（RCCラジオ）
- フライデースクープ！西田篤史のらじキンギョ（RCCラジオ）
- 三度のメシより上野隆紘（RCCラジオ）
- Wanna2 Get You!（ひろしまPステーション）
- 平成ラヂオバラエティごぜん様さま（RCCラジオ）
- 本名正憲のきょうもゴゴイチ（RCCラジオ）
- ジャパネットたかたラジオショッピング（RCCラジオ）
- 〜Merry Mail Radio〜 Jack & Queen[2]（V-air）
- TOYOTA Presents 片山右京のShall We Drive?〜ドライブしようよ!〜（RCCラジオ）